# Portainjerto

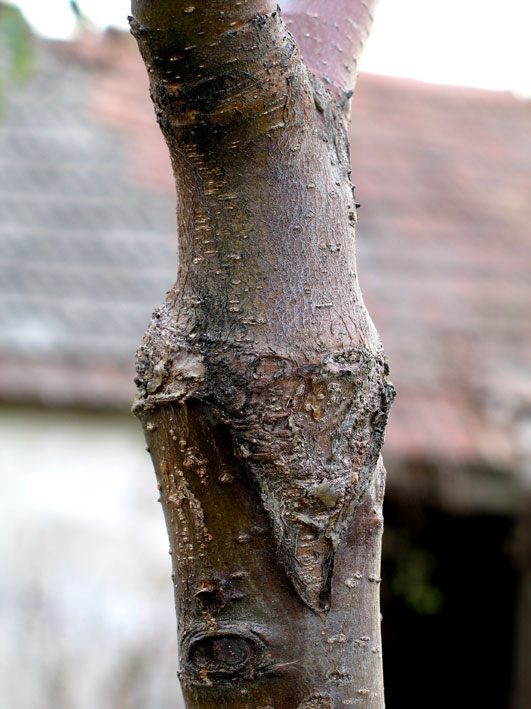
Injerto en manzano. La parte de arriba de la zona de injerto sería la variedad y la de abajo el portainjerto.

Un portainjerto (también denominado patrón o pie) es la planta en que se hace un injerto. En su conjunto, el portainjerto y el injerto constituyen un nuevo individuo bimembre, al cual el portainjerto aporta la sección basal que incluye el sistema radical y al menos una porción de tallo, lignificado (tronco) o no. Por su parte el injerto, constituido por una yema o por un pequeño esqueje con varias yemas de otra planta, conformará la copa o parte superior del nuevo ejemplar, con sus ramas, hojas, flores y frutos. De la unión del injerto con el portainjerto se obtiene una planta compuesta de dos secciones provenientes de individuos distintos, que mostrará un comportamiento particular. En efecto, el portainjerto y el injerto mantienen su individualidad, sin que se produzca intercambio o mezcla de información génica; más aún, ambos miembros o secciones pueden ser bastante diferentes entre sí desde el punto de vista genético. Sin embargo, ambos componentes ejercerán una influencia recíproca, modulada a su vez por el ambiente.
La parte del árbol que se injerta sobre el portainjerto se suele denominar variedad, y guarda ciertos caracteres distintivos deseados por el propagador o agricultor (por ejemplo, las características de los frutos). El portainjerto, que oficia de sistema radical, interactúa con el terreno y tiene por funciones principales la absorción de agua y de sales minerales del suelo que necesita la parte aérea del individuo. Las dos secciones crecen juntas y se influyen mutuamente, aunque genéticamente siempre se mantiene la diferencia entre las dos partes.

## Uso

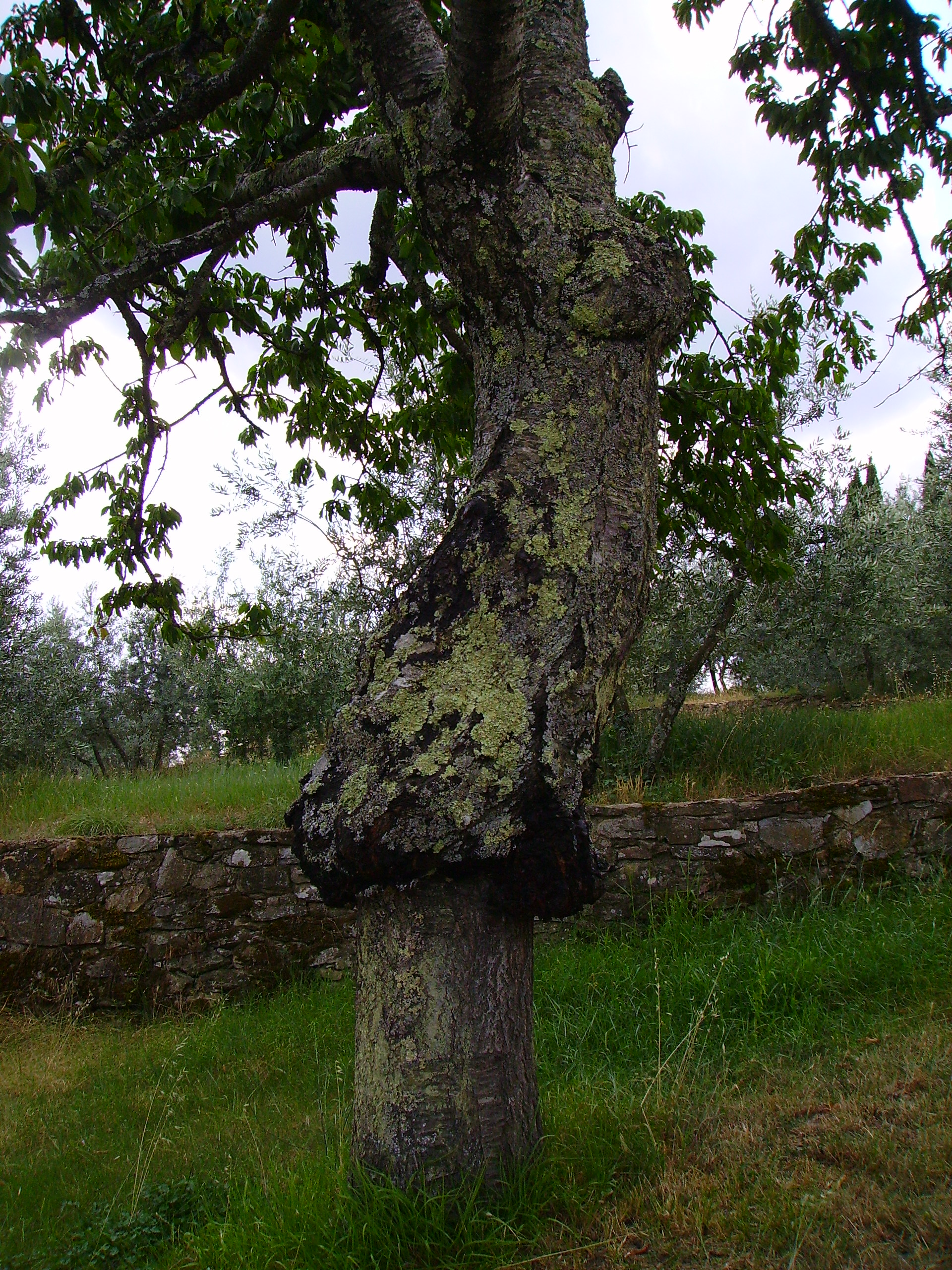
Árbol injertado, en el que se verifica un crecimiento anormal posterior localizado inmediatamente por encima de la zona del injerto. Como sucede en este caso, el hinchamiento de la zona por encima o por debajo del injerto no necesariamente es una manifestación definitiva de incompatibilidad entre el injerto y el portainjerto.

Los portainjertos son muy usados en el cultivo de frutales. Y es muchas veces la única forma de cultivar plantas que no se desarrollan bien de semilla o que son susceptibles a una determinada enfermedad o plaga cuando se desarrollan sobre sus propias raíces. 
Aunque el injerto se ha usado desde hace cientos de años (si no miles), la mayoría de los viveros que utilizan portainjertos para la multiplicación de plantas se han desarrollado en el siglo XX. 
Algunos portainjertos se usan para variedades de la misma especie porque les confiere características distintas a ella como puede ser el vigor, tamaño del fruto o precocidad. También puede usarse un portainjerto porque tenga unas determinadas características que mejoren el sistema radicular de la variedad, como puede ser; resistencia a la sequía, a alguna enfermedad o plaga de las raíces, mejor absorción de nutrientes etc.
El portainjerto también puede ser de una especie distinta a la de la variedad, pero por lo general debe existir proximidad taxonómica entre ambos miembros. Cuanto más alejados filogenéticamente están los componentes de la combinación, mayores son las posibilidades de que se produzcan problemas de compatibilidad entre ellos. Esos problemas se manifiestan de distintas maneras y dan lugar a lo que se denomina incompatibilidad o falta de afinidad, que puede conducir al rechazo y muerte del injerto. El síntoma más claro de incompatibilidad es la rotura en la zona de unión. Un hinchamiento o crecimiento anormal por encima o por debajo de la zona de unión puede ser, aunque no necesariamente, una manifestación de incompatibilidad que se produce con cierto retardo.

## Influencia mutua entre el portainjerto y el injerto
El portainjerto ejerce influencia sobre el injerto y, en menor medida, el injerto sobre el portainjerto. Esto significa que los individuos bimembres tienen características diferentes a las que presentaría cada uno de los biontes si desarrollaran como plantas individuales o si uno de los integrantes de la combinación fuera distinto.

### Influencias más comunes del portainjerto sobre el injerto
Las influencias más comunes del patrón sobre el injerto son:

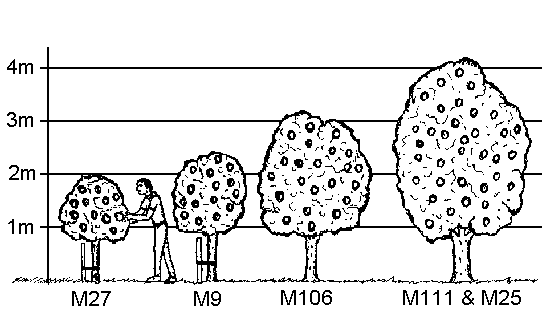
Diagrama que ejemplifica la influencia de cuatro portainjertos diferentes de manzano en el tamaño final del ejemplar. El portainjerto M27 es más enanizante, en tanto que los portainjertos M111 y M25 confieren mayor vigor al ejemplar. La diagramación y el manejo general del monte frutal, desde la distancia de plantación hasta las labores de pulverización y de cosecha, serán completamente diferentes según el portainjerto usado.

- Efecto sobre el vigor. La influencia del patrón sobre el vigor de la planta frutal arbórea es un aspecto muy importante en la fruticultura moderna. La posibilidad de tener plantas de menor tamaño permitió aumentar la densidad de plantación, acompañada del desarrollo de tecnologías de cultivo más eficientes en el uso de los recursos. Por ejemplo, en manzano es posible combinar un cultivar con varios portainjertos que le aportan distinto vigor a la planta, lo que determina individuos con diferente tamaño que pueden emplearse en planteos productivos disímiles.
- Efecto sobre la precocidad o entrada en fructificación. Los portainjertos enanizantes o de poco vigor se caracterizan por adelantar la entrada en fructificación de los cultivares injertados sobre ellos. Dado que no hay una estructura o esqueleto importante que mantener, se produce una acumulación más rápida de reservas, lo cual favorece la inducción floral y, por ende, la fructificación.
- Efecto sobre el adelanto de la floración. Del mismo modo, los portainjertos de menor vigor que el franco se caracterizan por adelantar la floración en algunos días cada temporada.
- Efecto sobre la calidad de la fruta. El pie puede influir notoriamente sobre la calidad de la fruta obtenida. Un caso típico son los cítricos. Por ejemplo, los cultivares de naranjo sobre Poncirus trifoliata (Linn.) Raf. tienen fruta con mayor porcentaje de jugo y contenido de sólidos solubles, así como cáscara más fina y lisa que si se injertaran sobre limonero rugoso (Citrus jambhiri Lush.).
- Efecto sobre la longevidad. Las plantas injertadas tienen corrientemente una vida más corta que las no injertadas. La unión de injerto dificulta de alguna manera la correcta nutrición hidrocarbonada de la raíz, generando el envejecimiento precoz de este órgano y, como consecuencia, de la planta en su totalidad.
- Resistencia a adversidades climáticas (frío), problemas de suelo y enfermedades. Estas influencias benéficas del patrón sobre el injerto tienen muchísimos ejemplos a nivel frutícola. El duraznero es sensible a nematodes, pero si el cultivar se injerta sobre pie de ‘Nemaguard’ o de ‘Nemared’ puede tolerar esta situación perjudicial para su producción. El naranjo dulce es sensible a Phytophthora spp., hongo que produce la pudrición de raíces (podredumbre del pie), gomosis, y la podredumbre marrón en frutos, cuya severidad es mayor en lugares de humedad elevada y suelos pesados. Para superar este inconveniente se injerta sobre pies resistentes o moderadamente tolerantes como Poncirus trifoliata (Linn.) Raf. Este pie, además de tolerar la gomosis, se destaca por aportar cierta resistencia al frío al cultivar injertado sobre él.

### Influencias más comunes del injerto sobre el portainjerto
Las influencias del injerto sobre el patrón se resumen en dos más importantes:
- Efectos sobre el vigor de la planta combinada y del sistema radical. También el injerto influye sobre el tamaño de la combinación. No produce el mismo resultado injertar una variedad «spur»[Nota 1] sobre un determinado portainjerto, que una variedad estándar. El injerto afecta la cantidad y distribución del sistema radical del patrón y, por tanto, el grado de tolerancia a la sequía.
- Resistencia al frío del sistema radical. Los injertos de cultivares de cosechas tempranas favorecen la acumulación de sustancias de reserva en la raíces y mejoran la lignificación de la corteza. Ambos aspectos benefician la tolerancia de la raíz a condiciones adversas del ambiente, como las bajas temperaturas.

## Injerto

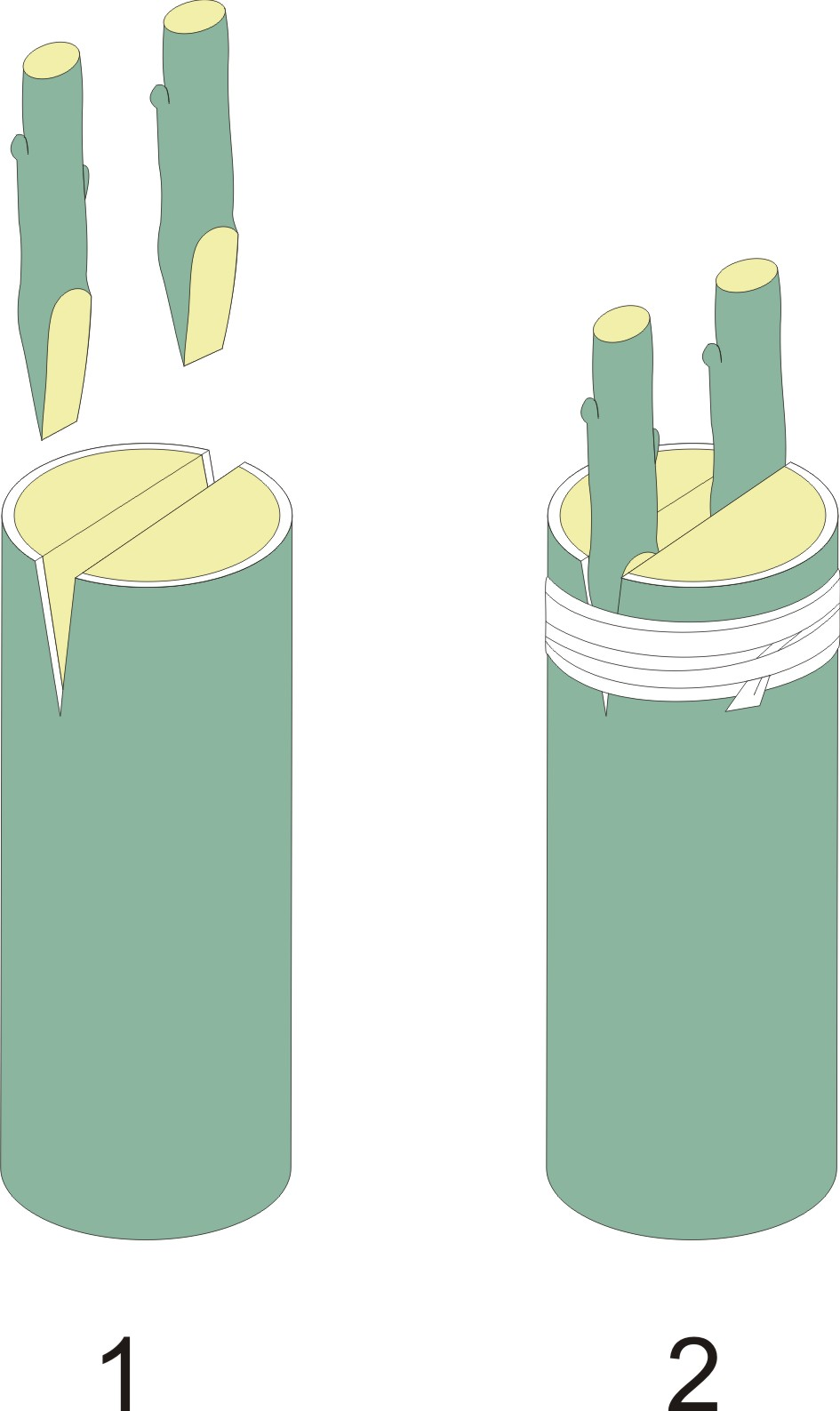
Una forma de injertar sobre un portainjerto

El injerto puede realizarse por etapas cuando se quiere tener un portainjerto y una variedad genéticamente alejados.
- Primero sobre un portainjerto se injerta una variedad genéticamente próxima, una vez que ese injerto se desarrolla, sobre esa variedad se puede injertar una nueva variedad genéticamente próxima a la primera pero que más alejada del portainjerto que ella. También se pueden injertar más de una variedad sobre el mismo portainjerto, dando un árbol que puede tener dos o tres tipos de frutos sobre el mismo patrón.

Puede ser difícil cultivar una determinada variedad sobre un determinado suelo. Los agricultores desean un portainjerto compatible con el terreno de su finca. La característica de la variedad a veces se considera después, una vez que el portainjerto ha mostrado su buen desarrollo. 
Los portainjertos son comprobados y se venden siempre con las características del suelo y clima en el que mejor se desarrollan. Los agricultores y técnicos determinan el pH, contenido de nutrientes, presencia o ausencia de nematodos en el suelo, salinidad, disponibilidad y calidad del agua, posibles plagas y enfermedades del suelo, textura y estructura de su terreno, y con todos esos datos, seleccionan el portainjerto que mejor se adapta a sus condiciones. Cada vez se hacen más ensayos genéticos y aparecen constantemente nuevos portainjertos mejorados o con nuevas características

## Las vides
Las viñas cultivadas comercialmente en gran medida están injertadas en portainjertos debido a la resistencia de estos a la filoxera. La mayoría de esto portainjertos provienen de vides silvestres de Estados Unidos en las que se observó que eran inmunes a los ataques de filoxera. Estas se multiplicaron y se importaron a Europa donde las raíces de las vides europeas eran tremendamente sensibles a este insecto por lo que morían. El uso de estos portainjertos salvó la viticultura europea a principios del siglo XX.

## Características deseables en un portainjerto
- Rusticidad: resistencia en general a plagas, enfermedades y adversidades climatológicas.
- Según en qué casos, vigor reducido para permitir una rápida entrada en producción y facilidad de recogida.
- Compatibilidad con la variedad que se le injertará.
- Dar buen calibre y calidad a la fruta.
- Adaptación al terreno: a la acidez, alcalinidad, a terrenos compactos, a asfixia radicular, a nematodos, plagas etc.

## Ejemplos de portainjertos
- Viña: la plaga de la filoxera a finales del siglo XIX obligó a injertar todas las viñas europeas sobre portainjertos del género Vitis inmunes a este insecto. En general los portainjertos eran de origen americano, resistentes a filoxera, pero no tan resistentes a la cal y a la sequía como las europeas y por ello hubo de comprobarse las características de todas ellas a estas condiciones de Europa. Por ejemplo Vitis berlandieri, Vitis lambrusca etc.

Dada la similitud botánica entre las plantas, los injertos prendían sin dificultad en todas ellas. Algunos patrones para la vid: Berlandieri x Rupestris; Richter 110, Richter 99, 140-RU, 1103-P. Chasselas x Berlandieri; 41-B. Berlandieri x Riparia; SO4, 161-49C, 420-A. Berlandieri x Rupestris; Paulsen 1103.
- Frutales del género Prunus: como en el caso de la viña, la investigación científica ha dado lugar a nuevos portainjertos, en algunos casos se trata de híbridos, como por ejemplo el muy utilizado GF 677 (planta híbrida de almendro y melocotonero) de gran resistencia a la sequía, más vigor que el melocotonero. Otros patrones híbridos melocotonero × almendro utilizados en frutales de hueso son; Mayor, Adafuel, H 920, Monegro, Garnem, Felinem. Patrones híbridos melocotonero × ciruelo; Barrier 1 y Cadaman. Selecciones de ciruelo pollizo de Murcia; Montizo, Monpol, Adesoto 101 y Pollizo común. Otras selecciones de ciruelos; Julior, Mr S 2/5 y Adara.
- Frutales de pepita: la estación agronómica East Malling hace años que se especializó en patrones enanizantes y ha realizado selecciones de membrillero sobre los que injertar perales.

En manzano, una de las estrategias culturales más difundidas para el manejo del pulgón lanígero (Eriosoma lanigerum) es la elección del portainjerto, ya que el uso de portainjertos resistentes a esta plaga influye en su presencia y en los niveles de daño que ocasiona. 'Northern Spy' y 'Robusta 5' son dos variedades de manzano resistentes al pulgón lanígero. Para la obtención de portainjertos, las variedades resistentes como 'Northern Spy' se propagan vegetativamente, por ejemplo, mediante acodos en cepada. Otros clones que pertenecen a la serie MM (Malling- Merton) se desarrollaron específicamente en Inglaterra para la resistencia al pulgón lanígero; para la obtención de esos clones se utilizó 'Northern Spy' como padre. Entre ellos destacan el portainjerto MM106 ('Northern Spy' x M1), y el MM111 ('Northern Spy' x Merton 793). Otro portainjerto más reciente, el M116 (MM106 x M27) también es resistente.
- Cítricos. Algunos de los principales patrones utilizados en naranjo, mandarino, limonero, pomelo y otros cítricos son; los Citrange Troyer y Carrizo, Mandarino Cleopatra, Citrus macrophylla y Poncirus trifoliata.[9]
- Nogal. En los viveros europeos se emplean como patrones los ejemplares de la misma especie, es decir, Juglans regia. En cambio, en California se prefiere como portainjerto el nogal negro (Juglans hindsii) que crece silvestre en ese estado, o el cultivar Paradox, un híbrido natural entre Juglans regia y otras seis especies (Juglans hindsii, Juglans californica, Juglans major, Juglans nigra, Juglans microcarpa y Juglans hirsuta), por su rápido crecimiento y su resistencia a ciertas enfermedades.[10]
- Horticultura: se utilizan portainjertos normalmente de origen silvestre sobre los que se injertan tomateras o cucurbitáceas con el fin de hacer plantas resistentes a diversas enfermedades del suelo. Cucurbita ficifolia es portainjerto de sandías, melones y pepinos.
- Jardinería: se utilizan portainjertos sobre las que se injertan variedades ornamentales obtenidas por mutaciones tanto en coníferas como en el resto de plantas. También se injertan unos cactus sobre otros.